# Historia de los judíos en Europa

Europa, de color verde.

Fechas aproximadas de expulsión de las comunidades judías en Europa.

Las comunidades judías han estado presentes en el continente europeo desde hace más de 2.000 años de manera continuada, ya que existen documentos de su presencia desde la antigüedad helenístico-romana hasta nuestros días. 

## Historia
Las comunidades judías se asentaron en Europa en la etapa helenístico-romana, fundando importantes núcleos de vida y cultura judía en las principales capitales europeas del Mediterráneo.  Se podría decir que los judíos fueron la única minoría religiosa a la que, a pesar de estar sometida a limitaciones y discriminaciones palmarias, se le permitió vivir en la Europa mayoritariamente cristiana. A partir del siglo XVI, la institución de los guetos caracterizó la vida de la mayoría de los judíos europeos. Después de la Revolución francesa, el nacimiento de los estados nacionales modernos favoreció mejores condiciones de vida y en la mayoría de los países la emancipación civil de los judíos. El período comprendido entre finales del siglo XIX y principios del XX fue la época dorada de los judíos europeos, que crearon comunidades florecientes y ofrecieron una importante contribución a la vida cultural, política y social de Europa. 
Sin embargo, el mayor peso de la presencia judía en Europa estuvo acompañado de sentimientos generalizados de antisemitismo que en el período posterior a la Primera Guerra Mundial desempeñaron un papel cada vez más importante en el crecimiento y la afirmación de los regímenes fascistas. La Alemania nazi asumió un papel destacado en la persecución racial, que primero afectó los derechos civiles de los judíos y luego desembocó en el Holocausto en un proyecto de genocidio planificado científicamente.
La población judía en Europa en el período anterior a la Segunda Guerra Mundial se estimaba en alrededor de 9 millones de personas. Se cree que en el período comprendido entre 1940 y 1945 aproximadamente 6 millones de judíos fueron asesinados por los nazis de Adolf Hitler y sus regímenes aliados (la Rumania de Ion Antonescu, Hungría, la Italia republicana de Benito Mussolini ), la Croacia de Poglavnik. 
El Holocausto asestó un duro golpe a la presencia judía en Europa, suponiendo en muchos casos la desaparición de comunidades laicas. A esto se sumó la emigración a Israel o Estados Unidos y las políticas represivas de los regímenes comunistas vinculados a la Unión Soviética. El fin de la Guerra Fría en Europa del Este y el redescubrimiento general del interés por la cultura judía han ofrecido desde entonces mejores perspectivas para salvaguardar el patrimonio artístico y cultural de los judíos europeos.
Francia, con medio millón de judíos, alberga ahora la mayor comunidad judía europea; seguida del Reino Unido, Rusia, Alemania, Ucrania y Hungría. Países que alguna vez estuvieron en el centro de la vida judía mundial, como Polonia, Bielorrusia, Austria, la República Checa, Eslovaquia, Rumania, Croacia, Serbia y Grecia, ahora tienen pequeñas comunidades reducidas a un papel marginal.